# كليمنتين فورد
كليمنتين فورد (بالإنجليزية: Clementine Ford)‏ هي صحفية ومؤلفة أسترالية، ولدت في 1981 في أديلايد في أستراليا.

## وصلات خارجية
- كليمنتين فورد على موقع ميوزك برينز (الإنجليزية)